# حی الخالدیه
حی الخالدیه (به عربی: حی الخالدیة) یک منطقهٔ مسکونی در سوریه است که در ریاض واقع شده‌است.